# 신부님은 명탐정
《신부님은 명탐정》(이탈리아어: Don Matteo)은 이탈리아의 텔레비전 드라마이다.